# Daviess County (Missouri)
Das Daviess County ist ein County im US-amerikanischen Bundesstaat Missouri. Im Jahr 2020 hatte das County 8430 Einwohner und eine Bevölkerungsdichte von 5,7 Einwohnern pro Quadratkilometer. Der Verwaltungssitz (County Seat) ist Gallatin, das nach dem US-Finanzminister Albert Gallatin benannt wurde.

## Geografie
Das County liegt im Nordwesten von Missouri und ist im Norden etwa 55 km von Iowa entfernt. Es hat eine Fläche von 1474 Quadratkilometern, wovon fünf Quadratkilometer Wasserfläche sind. An das Daviess County grenzen folgende Nachbarcountys:
| Gentry County | Harrison County | Grundy County     |
| DeKalb County |                 |                   |
|               | Caldwell County | Livingston County |

## Geschichte
Das Daviess County wurde am 29. Dezember 1836 aus Teilen des Ray County gebildet. Benannt wurde es nach Colonel Joseph H. Daviess, der 1811 in der Schlacht von Tippecanoe getötet wurde.

## Demografische Daten
Nach der Volkszählung im Jahr 2010 lebten im Daviess County 8433 Menschen in 3288 Haushalten. Die Bevölkerungsdichte betrug 5,7 Einwohner pro Quadratkilometer. In den 3288 Haushalten lebten statistisch je 2,53 Personen.
Ethnisch betrachtet setzte sich die Bevölkerung zusammen aus 97,8 Prozent Weißen, 0,5 Prozent Afroamerikanern, 0,4 Prozent amerikanischen Ureinwohnern, 0,1 Prozent Asiaten sowie aus anderen ethnischen Gruppen; 1,2 Prozent stammten von zwei oder mehr Ethnien ab. Unabhängig von der ethnischen Zugehörigkeit waren 1,2 Prozent der Bevölkerung spanischer oder lateinamerikanischer Abstammung.
26,0 Prozent der Bevölkerung waren unter 18 Jahre alt, 56,4 Prozent waren zwischen 18 und 64 und 17,6 Prozent waren 65 Jahre oder älter. 50,2 Prozent der Bevölkerung war weiblich.

Das jährliche Durchschnittseinkommen eines Haushalts lag bei 39.925 USD. Das Pro-Kopf-Einkommen betrug 19.900 USD. 13,8 Prozent der Einwohner lebten unterhalb der Armutsgrenze.

## Ortschaften im Daviess County
| Citys - Coffey - Gallatin - Gilman City1 - Jamesport - Pattonsburg | Villages - Altamont - Jameson - Lock Springs - Winston |

Unincorporated Community
- Lake Viking

1 – teilweise im Harrison County

## Gliederung
Das Daviess County ist in 15 Townships eingeteilt:
| Township             | Einwohner (2010) | FIPS     |
| -------------------- | ---------------- | -------- |
| Benton Township      | 515              | 29-04636 |
| Colfax Township      | 613              | 29-15472 |
| Grand River Township | 393              | 29-28270 |
| Harrison Township    | 82               | 29-30502 |
| Jackson Township     | 675              | 29-35738 |
| Jamesport Township   | 1085             | 29-36350 |
| Jefferson Township   | 506              | 29-36782 |
| Liberty Township     | 915              | 29-42104 |

| Township            | Einwohner (2010) | FIPS     |
| ------------------- | ---------------- | -------- |
| Lincoln Township    | 108              | 29-42698 |
| Marion Township     | 225              | 29-46010 |
| Monroe Township     | 153              | 29-49304 |
| Salem Township      | 501              | 29-65198 |
| Sheridan Township   | 384              | 29-67322 |
| Union Township      | 2137             | 29-74590 |
| Washington Township | 141              | 29-77362 |
|                     |                  |          |